# Európa-kupa
Az Európa-kupa, eredeti nevén Coupe Internationale européenne Közép-Európa első nemzetközi labdarúgó kupasorozata, amelyben válogatottak szerepeltek.

## A torna története
A kupát Hugo Meisl alapította, és eredetileg öt közép-európai válogatott részvételével került megrendezésre: Ausztria, Csehszlovákia, Magyarország, Olaszország és Svájc válogatottjai szerepeltek (az utolsó kiírás során Jugoszlávia is részt vett). A kupát hat alkalommal tartották meg, habár a negyedik alkalommal félbeszakadt az Anschluss miatt. A bajnokság győztesének járó trófeát Antonín Švehla későbbi csehszlovák miniszterelnök adományozta, amit róla neveztek el Švehla kupának, majd az utolsó, hatodik kiírás előtt átnevezték Dr. Gerö-kupának, aminek névadója Dr. Josef Gerö, az Osztrák labdarúgó-szövetség korábbi elnöke volt, aki 1954-ben elhunyt.
A kupát ligarendszerben játszották a csapatok egymás ellen, otthon és idegenben küzdöttek a kupában, amely általában több mint két éven át tartott. A kupa 1960-ban megszűnt, miután megalakult az Európai Nemzetek Kupája.
1929–30-ban és 1931–34-ben külön sorozatot írtak ki az amatőr válogatottak számára.

## Győztesek és dobogósok
| Év      | Győztes                                  | Második helyezett         | Harmadik helyezett |
| ------- | ---------------------------------------- | ------------------------- | ------------------ |
| 1927–30 | Olaszország                              | Ausztria és Csehszlovákia | nem volt           |
| 1931–32 | Ausztria                                 | Olaszország               | Magyarország       |
| 1933–35 | Olaszország                              | Ausztria                  | Magyarország       |
| 1936–38 | A torna félbeszakadt az Anschluss miatt. |                           |                    |
| 1948–53 | Magyarország                             | Csehszlovákia             | Ausztria           |
| 1954–60 | Csehszlovákia                            | Magyarország              | Ausztria           |

### Legsikeresebb országok
| Csapat        | Győztes             | Második helyezett    | Harmadik helyezett   |
| ------------- | ------------------- | -------------------- | -------------------- |
| Olaszország   | 2 (1927–30, 1933–35 | 1 (1931–32)          |                      |
| Ausztria      | 1 (1931–32)         | 2 (1927–30, 1933–35) | 2 (1948–53, 1954–60) |
| Csehszlovákia | 1 (1954–60)         | 2 (1927–30, 1948–53) |                      |
| Magyarország  | 1 (1948–53)         | 1 (1954–60)          | 2 (1931–32, 1933–35) |

### Gólkirályok
| Év      | Gólkirály                      | Gólok száma |
| ------- | ------------------------------ | ----------- |
| 1927–30 | Julio Libonatti Gino Rossetti  | 6           |
| 1931–32 | Avar István                    | 8           |
| 1933–35 | Leopold Kielholz Sárosi György | 7           |
| 1936–38 | nem volt gólkirály             |             |
| 1948–53 | Puskás Ferenc                  | 10          |
| 1954–60 | Tichy Lajos                    | 7           |

## Amatőr kupa
| Év      | Győztes       | Második helyezett | Harmadik helyezett |
| ------- | ------------- | ----------------- | ------------------ |
| 1929–30 | Lengyelország | Magyarország (A)  | Ausztria (A)       |
| 1931–34 | Románia       | Magyarország (A)  | Csehszlovákia (A)  |

(A) jelöli azokat az országokat, amelyek legjobb játékosaikat nélkülöző amatőr válogatottat indítottak.